# ジョギング

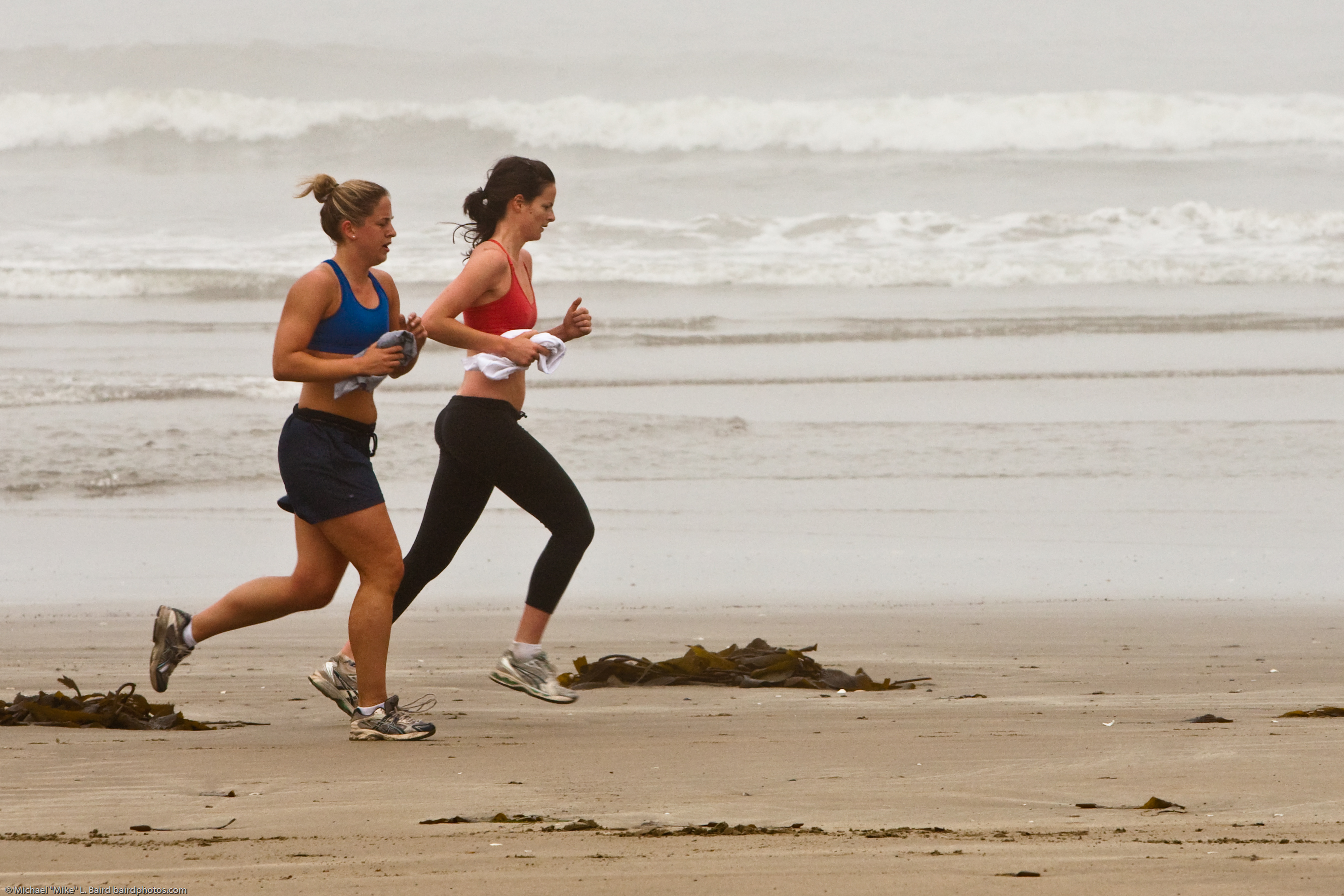
海辺でジョギングする2人の女性。

ジョギング (Jogging) とは、ゆっくりした速さで走る身体活動の一種。

## ジョギングの定義
「ジョギング」(Jogging) は、「安定した穏やかな速度で走る」、「一定の速度でゆっくりと走る」、「ゆっくりした速度で走ったり、（乗り物に）乗る」「ゆっくりと、のんびりと、または単調な速度で前進する」を意味する言葉である。「ランニング」（Running 、「走る」）は、「踵を地面に接触させない」と定義しているが、ジョギングはそうではない。

## 効果
健康づくり、運動療法に有効な運動は有酸素運動であり、ウォーキングとランニング（ジョギング）はその代表的なものである。ウォーキングに比べ、ジョギングであれば同じ時間の運動であっても約2倍のエネルギーを消費するため、より効率的に運動の効果を得ることができる。
また、強い動的荷重運動のため骨密度の向上に有効であり、骨粗鬆症の予防に効果がある。

## 歴史
1960年代後半に出版されベストセラーになったビル・バウワーマンとW.E.ハリスのJoggingと、ケネス・クーパーのAerobicsの影響で1970年代にはこれまでにないジョギングブームが起きた。
その後、ベストセラーになったThe Complete Book of Runningの著者であるジム・フィックスが1984年にランニング中に突然死したことをきっかけに、より安全なウォーキングが推奨されるようになった。
しかし2010年代には再びマラソンブームとなり、ランニングに魅了される人も多い。一方で、ウォーキングは通常の速度では健康障害を改善するには不十分との声もあり、より強い運動強度となることを望む場合は速歩が推奨されるようになった。

## ランニング障害とその予防
走る動作の場合、両足が同時に地面から離れるので、短いジャンプを連続的に繰り返していることになり、着地時にかかとやヒザには体重の3倍から5倍の衝撃力がかかる。過体重の人間や関節が弱っている人間による走行は脚に障害を抱える危険性をはらんでいる。
日本臨床スポーツ医学会はランニング障害を防止し、より安全なランニングを推奨するためとして2002年に以下の提言を発表した。
- ランニング障害は走行距離が長くなるほど高率になるため、走行距離を一定距離以下にとどめることが望ましい。平均の1日走行距離を中学生では5～10km（月間200km）、高校生は20km（月間400km）、大学・実業団で30km（月間700km）する。中高年ランナーはメディカルチェックを受けると共に月間走行距離を200km以内にとどめることが望ましい[7]。

- 道路は路肩に向かい傾いているので、同じ側だけ走ることを避ける。短距離の曲走路の走行も同様で、7m/sec以上の高速走行の練習はトラックの外側のレーンなどなるべく緩やかな曲走路で行うことが望ましい[7]。

- シューズの選択も重要である。足形に合った、底が厚めで踵の作りがしっかりしたものを選び、靴の踵は踏みつけない、先端を指で押すと足の付け根で曲がるようなシューズがよい。摩耗の補修は早めにし、走行距離500kmを目途に交換することが望ましい[7]。

- 疲労骨折に注意する。下肢疲労骨折は男女ともに高校生に多く、特に運動環境が変化する1年時に多発する。脛や足の痛みが続く場合は早期に病院を受診することが望ましい[7]。

- 成長のピーク（男子11～12歳、女子10～11歳）の前後にはオスグッド病が発症する危険性が高い。患部の痛みに留意し、ストレッチなどにより大腿四頭筋の緊張をゆるめ、時によってはスポーツ活動を制限する必要がある[7]。